# 射击断续器
射擊斷續器（英語：synchronization gear），也称射击协调器、机枪射击协调器，是由荷蘭籍設計師安東尼·福克設計，安裝在老式螺旋槳戰鬥機上的一種設備，目的是使戰鬥機的機槍可以在螺旋槳後方向前射擊而不會打到自己的槳葉。基本原理是每當槳葉轉到機槍前面時，斷續器系統便暫時中止機槍射擊。在此之前，戰鬥機上的武器只能安裝在機翼上或者在螺旋槳根部安裝鋼製的楔形偏導器以擋開子彈，這樣子彈打在槳葉上時，會產生強大的衝擊力，這種外力作用在發動機上會產生非對稱應變，容易引起發動機故障。
安东尼·福克在這一問題上取得了突破性進展，斷續器的工作原理大體是：在機械聯動裝置的末端有一個凸輪，當槳葉即將轉到槍口前面時，凸輪受到螺旋槳突出部的撞擊，凸輪的運動通過聯動裝置與機槍的工作相聯通，使機槍暫停擊發；當槳葉通過槍口時，凸輪迴到原來位置，機槍繼續射擊。
在射擊斷續器研究初期，主要遇到的技術困難是子彈點火遲緩問題。主要由子彈規格的不統一造成，有些子彈的發火時間稍稍慢於標準。
前蘇聯資料記載，1915年1月，俄羅斯波羅的海車輛廠曾製造出一架Morane-Saulnier Type L戰鬥機，機上有2挺Hotchkiss機槍，其中1挺有協調裝置，可通過螺旋槳進行射擊。但在空戰史上未見有Morane-Saulnier Type L戰鬥機參加實戰的記載。